# Електрометалургійний завод у Сухарі
Електрометалургійний завод у Сухарі — підприємство чорної металургії Оману, яке діє на півночі країни в індустріальній зоні Сухар та належить Sohar Steel Group.
У 1996 році була заснована компанія Sharq Sohar Steel Rolling Mills, яка опікується розташованим у районі Сухару металопрокатним заводом, що здатний щорічно випускати 300 тисяч тонн будівельної арматури діаметром від 8 мм до 32 мм. Необхідна для цього заготовка придбавалась на ринку, зокрема її міг постачати оманський електрометалургійний завод із Ар-Русайла (втім, потужності останнього були в кілька разів менші за потреби сухарського заводу). Надалі власники прокатного виробництва вирішили зайнятись виробництвом власної сортової заготовки і в 2008-му ввели в дію електрометалургійний завод потужністю 250 тисяч тонн сталі на рік. Він також споруджений поблизу Сухару, але в новій потужній індустріальній зоні, що створювалась навколо глибоководного порту.
У 2013-му припортовий майданчик істотно підсилили. Тут ввели в дію нову електродугову піч продуктивністю 80 тонн на годину, що дозволило збільшити потужність заводу до 600 тисяч тонн на рік. Серед іншого основного обладнання є піч-ківш та машина безперервного виливу сортової заготовки. Остання переважно споживається на тому ж майданчику власним прокатним станом, що випускає будівельну арматуру. Особливістю цього прокатного виробництва стало використання обладнання, що з 2008-го було у вжитку в Об'єднаних Арабських Еміратах на майданчику в Рас-Ель-Хейма. Втім, вже невдовзі завод в ОАЕ з економічних причин зупинився і в підсумку був демонтований та переміщений до Оману, при цьому за допомогою додаткових технічних удосконалень потужність стану збільшили з 450 тисяч до 550 тисяч тонн на рік.